# Леонес
Леонес (на испански: Leones) е колумбийски футболен отбор от Бейо, департамент Антиокия. Основан е на 15 февруари 1957 г. под името Депортиво Рионегро в Рионегро, Антиокия. През 2014 г. отборът е преместен в Бело, а името е сменено на Леонес, но и през сезон 2014 тимът използва старото си име.

## История
До началото на 90-те години на 20 век отборът играе в аматьорския шампионат на департамент Антиокия, като през годините минава през първа, втора (шампион през 1962 г.) и трета дивизия (шампион през 1982 г.). От създаването на Категория Примера Б през 1991 г. тимът неизменно се състезава в нея, като има две втори места, но без да спечели промоция за Категория Примера А – в първия случай все още класираният на второ място не играе бараж за влизане в елита, а във втория – губи баража.

## Играчи

### Известни бивши играчи
- Иван Кордоба
- Рене Игита

## Успехи
- Категория Примера Б:
  - Вицешампион (2): 2001, 2008
- Втора дивизия на аматьорското първенство на Антиокия:
  - Шампион (1): 1962
- Трета дивизия на аматьрското първенство на Антиокия:
  - Шампион (1): 1982